# Гутьеррес, Мигель (футболист, 1931)
Миге́ль Гутье́ррес Гутье́ррес (исп. Miguel Gutiérrez Gutiérrez; 7 мая 1931, Мехико — 1 февраля 2016, Леон, Гуанахуато) — мексиканский футболист, участник чемпионата мира 1958 года.

## Биография

### Клубная карьера
Гутьеррес всю футбольную карьеру, которая насчитывала 16 сезонов, играл за «Леон». В составе этой команды, Гутьеррес выиграл чемпионский титул 1956 года и трофей Чемпион чемпионов Мексики, а также два Кубка Мексики, которые были выиграны в 1958 и 1967 годах.
Завершил карьеру в 1968 году в возрасте 37 лет.

### Карьера в сборной
Был включён в заявку сборной Мексики на чемпионат мира 1958 года, но на турнире так и не сыграл. Всего за сборную Мексики сыграл 8 матчей, в которых не забил ни одного мяча.

### Смерть
Скончался 1 февраля 2016 года в возрасте 84 лет в Леоне от сердечного приступа.

## Достижения
«Леон»
- Чемпион Мексики (1) : 1955/56
- Обладатель Кубка Мексики (2) : 1957/58, 1966/67
- Обладатель трофея Чемпион чемпионов Мексики (1): 1956